# Styrteknik
Styrteknik är en gren inom reglertekniken som huvudsakligen handlar om digital reglering (av/på-reglering) av system med många insignaler och utsignaler. Styrteknikerns viktigaste "redskap" är logiken. Förr utfördes mycket av de logiska funktionerna i själva hårdvaran direkt i maskinerna med hjälp av reläer och liknande men numera har man alltmer gått över till att koppla alla in- och utsignaler via en PLC (Programmable Logic Controller) eller en dator. Under de senaste årtiondena har även PLC med analoga in- och utsignaler kommit och gränsen mellan styr- och reglerteknik har blivit flytande.